# Кубок африканських націй 2004
Кубок африканських націй 2004 року — 24-а континентальна футбольна першість, організована Африканською конфедерацією футболу. Змагання проходили з 24 січня по 14 лютого 2004 року у Тунісі. Всього було зіграно 32 матчі, в яких забито 88 м’ячів (в середньому по 2,75 м’яча за матч). 
У фінальному матчі господар турніру, збірна Тунісу, під керівництвом французького тренера Роже Лемера подолала з рахунком 2:1 збірну Марокко, здобувши титул чемпіона Африки вперше у своїй історії. Третє місце посіла збірна Нігерії. Відразу чотири гравця стали найкращими бомбардирами цього турніру, забивши по чотири м'яча: Франсілеуду Сантус (Туніс), Фредерік Кануте (Малі), Патрік Мбома (Камерун) і Джей-Джей Окоча (Нігерія).
До фінальної частини турніру потрапляли команди, що зайняли перші місця у тринадцяти кваліфікаційних групах, а також найкраща команда з тих, що посіли у групах другі місця. Господар турніру, збірна Тунісу, і переможець попереднього чемпіонату, збірна Камеруну, здобували місце у фінальних змаганнях автоматично. Це був останній Кубок Африки, де попередній чемпіон здобував автоматичну кваліфікацію.
Туніс, який вже був господарем Кубків Африки 1965 і 1994 років, приймав континентальну першість втретє. Матчі тритижневого турніру проходили на стадіонах столиці країни Туніса і прибережних міст Радес, Бізерта, Сус, Монастір і Сфакс, розташованих у північній частині країни. Збірна Єгипту встановила рекорд, у дев'ятнадцятий раз взявши участь у фінальних змаганнях африканської першості; для Кот-д'Івуару це був 15-й кубок Африки, для Гани та ДР Конго — 14-й. Рекорд кількості здобутих чемпіонських титулів напередодні турніру утримували збірні Гани, Єгипту та Камеруну, які ставали чемпіонами Африки по чотири рази.

## Учасники
За результатами кваліфікації місце у фінальному розіграші здобули такі команди:
| Команда      | Кваліфікація                                                                            | Вкотре          | Востаннє | Найкраще              |
| ------------ | --------------------------------------------------------------------------------------- | --------------- | -------- | --------------------- |
| Єгипет       | Група 10 — 1-е місце                                                                    | 19 (11 поспіль) | 2002     | 4-разовий чемпіон     |
| ДР Конго     | Група 9 — 1-е місце                                                                     | 14 (7 поспіль)  | 2002     | 2-разовий чемпіон     |
| Камерун      | Кваліфікований автоматично як діючий чемпіон                                            | 13 (5 поспіль)  | 2002     | 4-разовий чемпіон     |
| Алжир        | Група 12 — 1-е місце                                                                    | 13 (5 поспіль)  | 2002     | чемпіон (1990)        |
| Нігерія      | Група 1 — 1-е місце                                                                     | 13 (3 поспіль)  | 2002     | 2-разовий чемпіон     |
| Марокко      | Група 7 — 1-е місце                                                                     | 11 (4 поспіль)  | 2002     | чемпіон (1976)        |
| Туніс        | Кваліфікований автоматично як господар                                                  | 11 (6 поспіль)  | 2002     |                       |
| Сенегал      | Група 8 — 1-е місце                                                                     | 9 (3 поспіль)   | 2002     | друге місце (2002)    |
| Гвінея       | Група 2 — 1-е місце                                                                     | 7               | 1998     | друге місце (1976)    |
| Буркіна-Фасо | Група 4 — 1-е місце                                                                     | 6 (5 поспіль)   | 2002     | четверте місце (1998) |
| Кенія        | Група 5 — 1-е місце                                                                     | 5               | 1992     | груповий турнір       |
| ПАР          | Група 11 — 1-е місце                                                                    | 5 (5 поспіль)   | 2002     | чемпіон (1996)        |
| Малі         | Група 6 — 1-е місце                                                                     | 4 (2 поспіль)   | 2002     | друге місце (1972)    |
| Бенін        | Група 3 — 1-е місце                                                                     | 1               |          |                       |
| Зімбабве     | Група 6 — 2-е місце. Кваліфікована як найкраща з команд, що посіли другі місця у групах | 1               |          |                       |
| Руанда       | Група 13 — 1-е місце                                                                    | 1               |          |                       |

## Груповий етап

### Група A
|          |   |   |   |   |    |    |   |
| Команда  | І | В | Н | П | МЗ | МП | О |
| Туніс    | 3 | 2 | 1 | 0 | 6  | 0  | 7 |
| Гвінея   | 3 | 1 | 2 | 0 | 4  | 3  | 5 |
| Руанда   | 3 | 1 | 1 | 1 | 3  | 3  | 4 |
| ДР Конго | 3 | 0 | 0 | 2 | 1  | 6  | 0 |
|          |   |   |   |   |    |    |   |

| Результати          |                  |          |           |          |
| Дата                | Місце проведення |          | Результат |          |
| 24 січня 2004 19:30 | Радес            | Туніс    | 2:1       | Руанда   |
| 25 січня 2004 14:00 | Туніс            | ДР Конго | 1:2       | Гвінея   |
| 28 січня 2004 14:00 | Бізерта          | Руанда   | 1:1       | Гвінея   |
| 28 січня 2004 16:15 | Радес            | Туніс    | 3:0       | ДР Конго |
| 1 лютого 2004 14:00 | Радес            | Туніс    | 1:1       | Гвінея   |
| 1 лютого 2004 14:00 | Бізерта          | Руанда   | 1:0       | ДР Конго |
|                     |                  |          |           |          |

### Група B
|              |   |   |   |   |    |    |   |
| Команда      | І | В | Н | П | МЗ | МП | О |
| Малі         | 3 | 2 | 1 | 0 | 7  | 3  | 7 |
| Сенегал      | 3 | 1 | 2 | 0 | 4  | 1  | 5 |
| Кенія        | 3 | 1 | 0 | 2 | 4  | 6  | 3 |
| Буркіна-Фасо | 3 | 0 | 1 | 2 | 1  | 6  | 1 |
|              |   |   |   |   |    |    |   |

| Результати          |                  |              |           |              |
| Дата                | Місце проведення |              | Результат |              |
| 26 січня 2004 14:00 | Бізерта          | Кенія        | 1:3       | Малі         |
| 26 січня 2004 19:00 | Туніс            | Сенегал      | 0:0       | Буркіна-Фасо |
| 30 січня 2004 14:00 | Бізерта          | Сенегал      | 3:0       | Кенія        |
| 30 січня 2004 19:00 | Туніс            | Буркіна-Фасо | 1:3       | Малі         |
| 2 лютого 2004 14:00 | Туніс            | Сенегал      | 1:1       | Малі         |
| 2 лютого 2004 14:00 | Бізерта          | Буркіна-Фасо | 0:3       | Кенія        |
|                     |                  |              |           |              |

### Група C
|          |   |   |   |   |    |    |   |
| Команда  | І | В | Н | П | МЗ | МП | О |
| Камерун  | 3 | 1 | 2 | 0 | 6  | 4  | 5 |
| Алжир    | 3 | 1 | 1 | 1 | 4  | 4  | 4 |
| Єгипет   | 3 | 1 | 1 | 1 | 3  | 3  | 4 |
| Зімбабве | 3 | 1 | 0 | 2 | 6  | 8  | 3 |
|          |   |   |   |   |    |    |   |

| Результати          |                  |          |           |          |
| Дата                | Місце проведення |          | Результат |          |
| 25 січня 2004 16:30 | Сфакс            | Зімбабве | 1:2       | Єгипет   |
| 25 січня 2004 19:00 | Сус              | Камерун  | 1:1       | Алжир    |
| 29 січня 2004 16:30 | Сфакс            | Камерун  | 5:3       | Зімбабве |
| 29 січня 2004 19:00 | Сус              | Алжир    | 2:1       | Єгипет   |
| 3 лютого 2004 14:00 | Монастір         | Камерун  | 0:0       | Єгипет   |
| 3 лютого 2004 14:00 | Сус              | Алжир    | 1:2       | Зімбабве |
|                     |                  |          |           |          |

### Група D
|         |   |   |   |   |    |    |   |
| Команда | І | В | Н | П | МЗ | МП | О |
| Марокко | 3 | 2 | 1 | 0 | 6  | 1  | 7 |
| Нігерія | 3 | 2 | 0 | 1 | 6  | 2  | 6 |
| ПАР     | 3 | 1 | 1 | 1 | 3  | 5  | 4 |
| Бенін   | 3 | 0 | 0 | 3 | 1  | 8  | 0 |
|         |   |   |   |   |    |    |   |

| Результати          |                  |         |           |         |
| Дата                | Місце проведення |         | Результат |         |
| 27 січня 2004 14:00 | Монастір         | Нігерія | 0:1       | Марокко |
| 27 січня 2004 18:00 | Сфакс            | ПАР     | 2:0       | Бенін   |
| 31 січня 2004 14:00 | Монастір         | Нігерія | 4:0       | ПАР     |
| 31 січня 2004 18:00 | Сфакс            | Марокко | 4:0       | Бенін   |
| 4 лютого 2004 18:00 | Сус              | Марокко | 1:1       | ПАР     |
| 4 лютого 2004 18:00 | Сфакс            | Нігерія | 2:1       | Бенін   |
|                     |                  |         |           |         |